# Hirsingue
Hirsingue (en alsacià Hírsinge) és un municipi francès, situat a la regió del Gran Est, al departament de l'Alt Rin. L'any 2005 tenia 2.127 habitants.

## Demografia
| 1962  | 1968  | 1975  | 1982  | 1990  | 1999  |
| ----- | ----- | ----- | ----- | ----- | ----- |
| 1.399 | 1.561 | 1.539 | 1.881 | 2.010 | 2.057 |

## Administració
| Període | Identitat       | Partit |
| ------- | --------------- | ------ |
| 2001-   | Armand Reinhard | DVG    |

## Personatges il·lustres
- Xavier Haegy, autonomista alsacià.
- Isidore Ygon, heroi de la Libération (1920 - 1944).